# Medallion Air
Medallion Air a fost o companie românească înființată în anul 2009. Baza principală este la București pe Aeroportul Aurel Vlaicu. Compania operează în general destinații charter sau închiriază aeronavele pe care la deține în sistem ACMI.

## Flota
În aprilie 2011, flota companiei era compusă din 2 avioane MD-83 cu vârsta medie de 24.2 ani.
| Tip avion | Total | Pasageri | Observații | Înmatriculare  |
| --------- | ----- | -------- | ---------- | -------------- |
| MD-83     | 2     | 165      |            | YR-HBA, YR-HBE |

În iulie 2013, compania nu mai are nici un avion. Licența de operator aerian este suspendată. Compania a intrat în procedură de faliment.
| Tip avion | Total | Pasageri | Observații | Înmatriculare |
| --------- | ----- | -------- | ---------- | ------------- |
| MD-83     | 0     | 0        |            |               |